# Alcantara (rivier)
De Alcantara (Siciliaans: Alcàntara) is een rivier op het Italiaanse eiland Sicilië.
De bron ligt op 1250 m hoogte op de zuidflank van de Monti Nebrodi.
De monding in de Ionische Zee ligt bij Capo Schiso in Giardini-Naxos.
De rivier is 52 km lang, het stroomgebied is 573 km² groot en het gemiddeld debiet bij de monding is 2,41 m³ per seconde.

## Naam
De naam Alcantara is van Arabische oorsprong: (al-Qanṭarah, 'de Brug') en verwijst naar een oude Romeinse brug, ontdekt door Arabieren.
Thucydides noemde de rivier Akesines Potamos; in het Latijn heette ze "Assinus of Assinos".

## Loop
De bron ligt op het grondgebied van Floresta. Via de noordzijde van de Etna, stroomt de Alcantara door Randazzo, Mojo Alcantara, Francavilla di Sicilia, Motta Camastra, Castiglione di Sicilia, Graniti, Gaggi, Calatabiano, Taormina en Giardini-Naxos.
Duizenden jaren geleden werd de bedding geblokkeerd door een lavastroom van de Etna. Door het water koelde de lava ongewoon snel af, waardoor ze kristalliseerde in verticale kolommen. In de daaropvolgende millennia schuurde de rivier zich een weg door deze lavapijlers, wat resulteerde in indrukwekkende kloven en ravijnen, zoals de "Gola dell'Alcantara".

## Alcantara rivierpark
Het Alcantara rivierpark (Parco fluviale dell'Alcantara) werd opgericht in 2001 om de rivier te beschermen en het toerisme te stimuleren.